# Kommandostab Reichsführer-SS
Il Kommandostab Reichsführer-SS fu un'organizzazione paramilitare, interna alle SS, sotto il controllo personale di Heinrich Himmler.
Istituito nel 1941, prima dell'invasione tedesca dell'Unione Sovietica, fu composto dalle forze di sicurezza Waffen-SS dispiegate nei territori occupati dove furono poi perpetrati diversi omicidi di massa contro ebrei e altri civili.

## Funzioni
Fu costituito il 7 aprile 1941 dalle truppe delle Waffen-SS come Einsatzstab ("personale speciale"), alle dirette dipendenze del Reichsführer-SS Heinrich Himmler, e designato il 6 maggio come Kommandostab Reichsführer-SS. A capo dell'organizzazione Himmler nominò Kurt Knoblauch, ufficiale dell'esercito, che diresse il personale delle unità. Lo scopo della formazione era quello di condurre le cosiddette "operazioni di pacificazione" nelle retrovie dell'esercito e nei territori amministrati dai civili (Reichskommissariats).
Prima dell'invasione dell'Unione Sovietica nel giugno 1941, le formazioni sotto il Kommandostab includevano due brigate di fanteria SS motorizzate (1ª e 2ª) e due reggimenti di cavalleria SS che costituivano la Brigata di cavalleria SS, per un totale di circa 25.000 soldati delle Waffen-SS. Le singole unità erano subordinate agli SS- und Polizeiführer locali e venivano utilizzate nelle uccisioni degli ebrei, prigionieri politici e altri cosiddetti "indesiderabili", oltre a contrastare la resistenza locale nelle retrovie. Nella prima funzione le attività dell'unità non si distinguevano da quelle degli squadroni della morte mobili degli Einsatzgruppen e dei reggimenti di polizia dell'Ordnungspolizei.
Lo storico Yehoshua Büchler descrisse le formazioni sotto il Kommandostab come “brigate assassine personali di Himmler”.

### Approfondimenti
- Waitman Wade Beorn, Marching into Darkness: The Wehrmacht and the Holocaust in Belarus, Cambridge, Harvard University Press, 2014, ISBN 978-0-674-72550-8.
- Brandon, Ray e Lower, Wendy, The Shoah in Ukraine: history, testimony, memorialization, Indiana University Press, 2008,  pp. 12, ISBN 978-0-253-35084-8.
- (DE) Martin Cüppers, Wegbereiter der Shoah: Die Waffen-SS, der Kommandostab Reichsführer-SS und die Judenvernichtung, 1939–1945, Darmstadt, Wissenschaftliche Buchgesellschaft, 2005, ISBN 978-3-534-16022-8.
- Geoffrey P. Megargee, War of Annihilation: Combat and Genocide on the Eastern Front, 1941, Rowman & Littlefield, 2007, ISBN 978-0-7425-4482-6.